# 南杰才旦
南杰才旦（藏語：དགའ་བཞི་པནདིཏ་མགོན་པོ་དངོས་གྲུབ་རབ་བརྟན，威利转写：dga' bzhi pandita mgon po dngos grub rab brtan，?—?），清朝西藏地方政府官员。
后藏贵族，藏族，康济鼐的侄子。学识渊博，被尊称班智达，又称多仁班智达。1750年，珠尔默特那木扎勒变乱后，七世达赖命他暂时管理西藏地方政务。1751年，清朝在西藏设立噶厦，他为四噶伦之一，封公爵，又称噶伦公班智达。1779年，率领三百名藏军到江卡查办三岩事件。1782年，年老以原品休致，遇到大事各位噶伦还是和他商酌办理。